# Enseignement des langues étrangères assisté par ordinateur

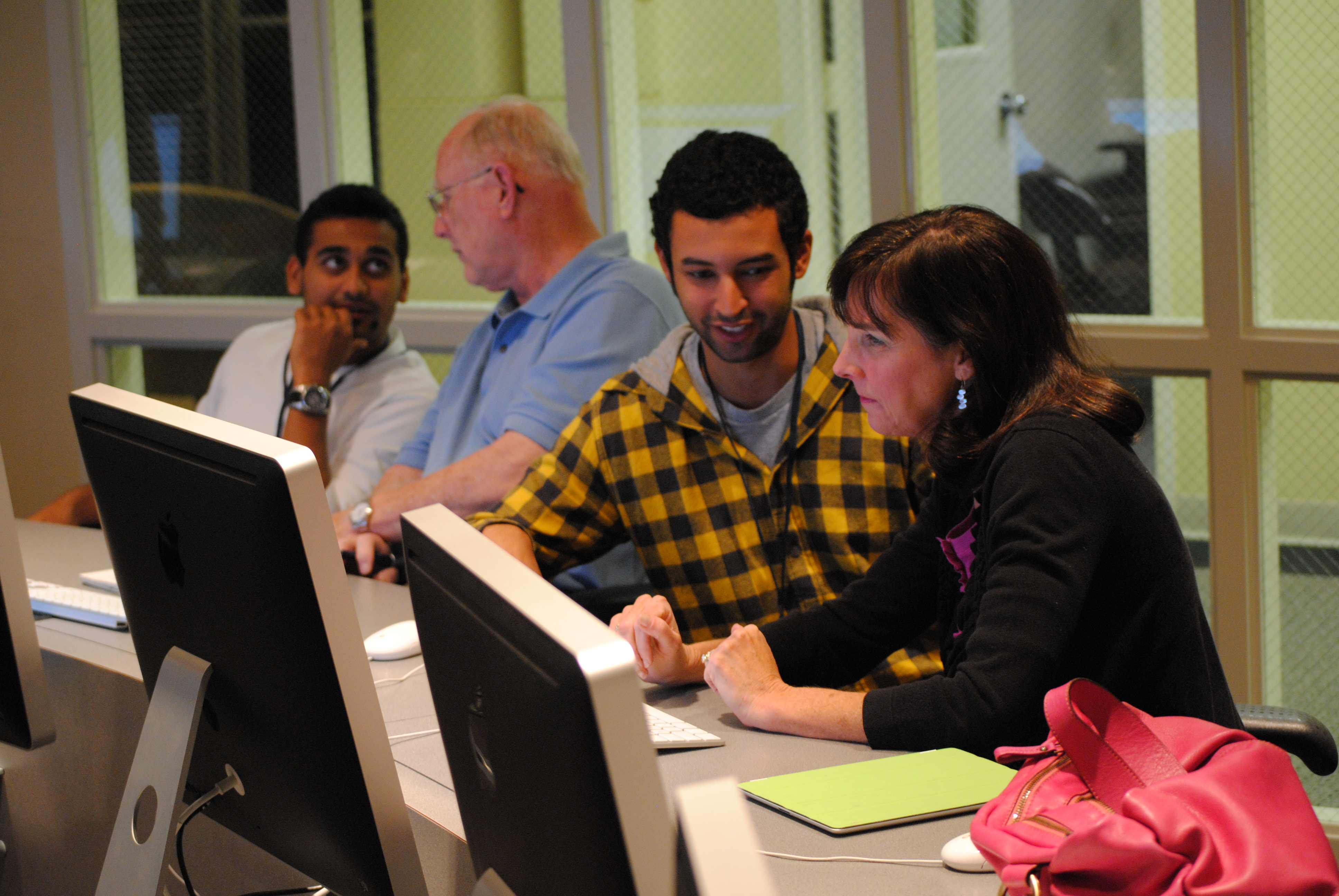
Personnes en train d'apprendre une langue grâce à l'ELAO.

Pour des articles plus généraux, voir Enseignement des langues étrangères et Enseignement assisté par ordinateur.
L'enseignement des langues étrangères assisté par ordinateur (ELAO) est l'un des moyens d'enseigner les langues étrangères, en s'appuyant sur les technologies de l'information et de la communication pour l'enseignement, éventuellement « en ligne », c'est-à-dire en utilisant Internet de manière interactive (via le « Web 2.0 »).

## Limites et perspectives
Une langue est un ensemble très complexe de mots et nuances, de concepts, de codes et de règles (de prononciations, d'accentuations, et de « ton » notamment), encore mal maitrisé par l'informatique. Même les meilleurs logiciels de traduction font encore de nombreuses erreurs. Par ailleurs la pédagogie est aussi une science complexe. 
Néanmoins, l'enseignement des langues étrangères par ordinateur, qui relevait encore de la science-fiction dans les années 1970-2000, semble être amené à se développer, grâce aux développements récents de logiciels d'application qui profitent des progrès rapides de l'informatique sémantique, de la reconnaissance vocale (reconnaissance des motifs syntaxiques), de la synthèse vocale, ainsi que du traitement automatique du langage naturel (traitement automatique du langage naturel ou TALN). 
Il peut être de groupe (éventuellement collaboratif) ou individuel, et n'implique pas nécessairement l'abandon du manuel scolaire ni de l'enseignant. Il est également compatible avec l'enseignement par immersion. 

## Pour la langue française
Un prototype de logiciel a été conduit de 2000 à 2003 par un consortium scientifique et pédagogique associant 4 pays européens. 